# 鄺新華
鄺新華（1850年—1932年），又名鄺殿卿，字敬偕，廣東開平水口镇人（今江门市內），是同治年間粵劇的著名武生，紅線女的堂伯父。
出身自粵劇世家，他的父親鄺明，是戲班演員，曾經支持李文茂的反清起義活動。1868年，廣州將軍瑞麟為他的母親賀壽，部下命令各個戲班進府助慶。鄺新華在《太白和番》飾演李白，勾鼻章飾演楊貴妃。由於勾鼻章酷似其亡妹，其母親認了勾鼻章為義女。鄺新華趁機請求瑞麟奏請朝廷，准許復興粵劇。瑞麟為了安慰母親，默許了鄺新華的要求。他與獨腳英、林之等人，通過海外籌款，在廣州黃沙重建粵劇行會組織八和會館。因為他的演藝高超，被同行尊奉為泰山北斗。
瑞麟將軍去世後，八和會館的活動引起廣東官府的猜疑，曾把鄺新華收監。因有不少義士聲援，官府無奈，只好把鄺新華釋放。後來，鄺新華致力於粵劇藝術的發展和提高，遊歷了上海、天津、北京、漢口等地，觀摩其他劇種的演出。他特別欣賞京劇泰斗譚鑫培，並吸收京劇唱腔的精華，自創戀檀唱腔，以豐富粵劇表演藝術。
他戲路特寬，首本戲有：《蘇武牧羊》、《太白和番》、《李太白醉倒騎驢》、《李密陳情》、《劉備過江招親》、《孫武子獻十三篇》、《殺子報》、《王祥臥冰求鯉》、《胡迪罵羅》等等。